# Keerbergen
Keerbergen – gmiejscowość i gmina (gemeente) w Belgii, w Regionie Flamandzkim, w prowincji Brabancja Flamandzka, w okręgu Leuven. 1 stycznia 2024 roku liczyła 13 298 mieszkańców.

## Podział administracyjny
W skład gminy nie wchodzi żadna dzielnica (deelgemeente).

## Demografia
- Źródła: NIS, od 1806 do 1981 = według spisu; od 1990 liczba ludności w dniu 1 stycznia

1 stycznia 2024 całkowita populacja Keerbergen liczyła 13 298 osób. Łączna powierzchnia gminy wynosi 18,54 km², co daje gęstość zaludnienia 717 mieszkańców na km².